# Pasaporte Pampliega
Pasaporte Pampliega es un programa de televisión que se emite en el canal Cuatro, estrenado el 30 de enero de 2018. Es un formato de reportajes e investigación que se desarrolla fuera de las fronteras españolas, donde se tratan temas difíciles de conseguir en situaciones límite.

## Equipo técnico
El periodista que ha participado en el programa es Antonio Pampliega.
Dirección: Miguel Toral

## Audiencias
| Programa | Título                               | Día de emisión | Audiencia      | Ref    |
| -------- | ------------------------------------ | -------------- | -------------- | ------ |
| 1        | Coltán, mineral de sangre            | 30/01/2018     | 856 000 (5,3%) | [ 3 ]  |
| 2        | El otro Mundial                      | 06/06/2018     | 347 000 (3,3%) | [ 4 ]  |
| 3        | Secuestrados                         | 07/03/2019     | 653 000 (4,3%) | [ 5 ]  |
| 4        | Ku Klux Klan, la semilla del odio.   | 14/03/2019     | 520 000 (3,6%) | [ 6 ]  |
| 5        | La ruta de los sicarios              | 21/03/2019     | 517 000 (3,5%) | [ 7 ]  |
| 6        | Matrimonios infantiles en Afganistán | 28/03/2019     | 587 000 (4,0%) | [ 8 ]  |
| 7        | Los Cabos del miedo                  | 04/04/2019     | 511 000 (3,3%) | [ 9 ]  |
| 8        | Furtivos                             | 11/04/2019     | 464 000 (3,0%) | [ 10 ] |
| 9        | Oro en la sangre                     | 18/04/2019     | 677 000 (5,3%) | [ 11 ] |

## Audiencia media de todas las ediciones
| Edición             | Programas | Fecha     | Cadena | Espectadores | Cuota |
| ------------------- | --------- | --------- | ------ | ------------ | ----- |
| Pasaporte Pampliega | 9         | 2018-2019 | Cuatro | 570 000      | 4,0%  |